# Tingsflisan
Tingsflisan, med signum Öl 46, är en runsten i Köpingsvik strax utanför Borgholm och i Köpings socken på Ölands mellersta, västra kust. Utanför ligger Kalmarsund. 
Tingsflisan eller "Tings Flisa", som restes på 1000-talet, har en rektangulärt kantig form och är 280 cm hög, 20 cm tjock och 212 cm bred. Den anses vara Ölands största runsten. Bergarten är ljusgrå, skiffrig kalksten med skrovlig yta. I bakgrunden bortom stenen syns Köpings kyrka. Flisan står ett par hundra steg från bogårdsmurens sydöstra hörn och där stod den även 1634 då Rhezelius under sin ölandsresa stannade till för att rita av den. Området har varit särdeles rikt på runstenar men dessvärre är nu de flesta krossade. I Köpings kyrka finns ett sextiotal fragment i olika storlekar bevarade och en utställning med de bästa exemplaren är nu anordnad i vapenhuset. Stenen är rest av tre bröder som alla fått ett släktnamn som börjar på Tor. Med minnesmärket vill de hedra sin fader Gunnfus och texten avslutas med en kort, kristen bön. Ornamentalt saknar dock stenen det kristna korset.

## Inskriften
Translitterering av runraden:
þuriR : auk : þurstain auk : þurfastr · þaiR : bryþr : raistu : stain : at : kunfus : faþur : sin : kuþ : hialbi siul : hans
Normalisering till runsvenska:
ÞoriR ok Þorstæinn ok Þorfastr, þæiR brøðr ræistu stæin at Gunnfus, faður sinn. Guð hialpi sial hans.
Översättning till nusvenska:
Torer och Torsten och Torfast, dessa bröder reste stenen efter sin fader Gunnfus. Gud hjälpe hans själ!

### Fotnoter
1. ↑  100 Svenska runinskrifter, Åke Ohlmarks, sid 171, Bokförlaget Plus, 1978, ISBN 91-7406-110-0
2. 1 2  Samnordisk runtextdatabas, Öl 46 $, 2014
3. ↑  Riksantikvarieämbetets fornminnesregister: Köping 42:1

- FMIS:Köping 42:1
- Samnordisk runtextdatabas, Rundata för windows 2.0. (Datum för runtextfilen 2004-09-17)
- kopinskola.borgholm.se